# Zhejianguniversitetet
Zhejianguniversitetet (ZJU; kinesiska: 浙江大学 / 浙江大學; pinyin: Zhèjiāng Dàxué; Wade-Giles: Che-chiang-ta-hsüeh), är ett universitet i beläget i Hangzhou i Zhejiang-provinsen, Kina. Universitetet grundlades 1897 med namnet Qiushi Academy, blev uppgraderat 1928 till universitet med namnet Zhejiang University. Det är ett av Kinas högst rankade universitet.
Universitetet har drygt 32 000 studenter (2020) och placerade sig på 54:e plats 2020 i QS Universitetsvärldsrankning över världens bästa universitet.